# Arco insular

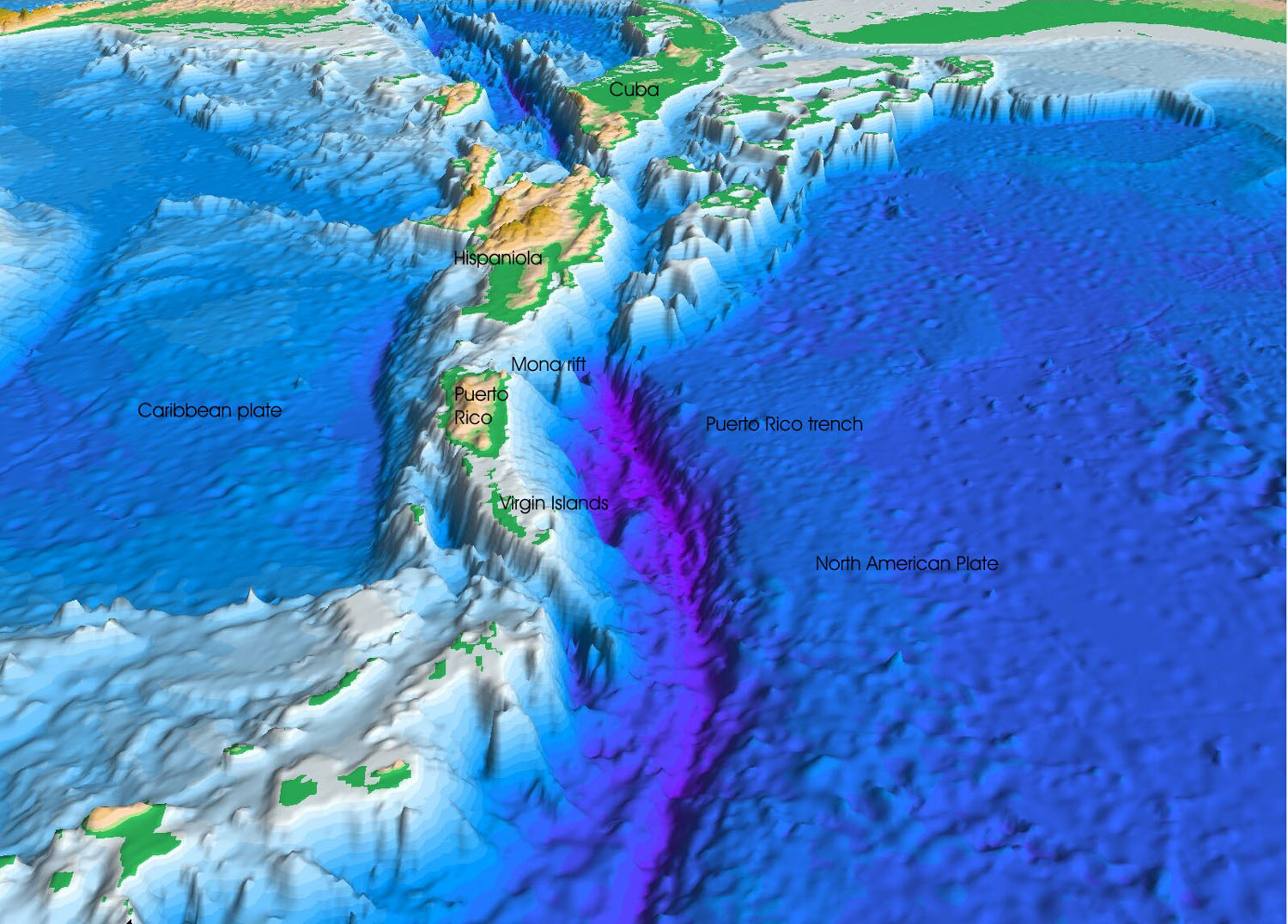
Arco insular no Atlântico.

Um arco insular (português europeu) ou de ilha (português brasileiro) é formado por um processo tectônico conhecido por subdução, quando uma placa tectônica oceânica é empurrada (subductada) sob uma outra placa tectônica oceânica, com produção de magma. Trata-se de um tipo de arco vulcânico. A fusão parcial da placa subduzida a partir de uma profundidade aproximada de 100 km, provoca a formação de um magma de baixa densidade de composição calco-alcalina, o qual intrui através da placa sobrejacente até à eventual extrusão através desta.
Desta extrusão resulta a formação de uma cadeia vulcânica com forma arqueada paralelamente ao limite de placas convergente e convexa na direcção da placa subduzida. A alteração e erosão destas rochas vulcânicas leva à formação de areia de cor negra-esverdeada chamadas de areias olivínicas.
No lado subduzido do arco insular situa-se uma estreita e profunda fossa oceânica, a qual é a materialização, na superfície da Terra, do limite entre entre a placa subduzida e a placa sobrejacente ou obduzida. Estas fossas são formadas pela fricção produzida pela placa subduzida ao arrastar para baixo a extremidade da placa sobrejacente. Neste limite de subducção ocorrem frequentes sismos com epicentros mais profundos à medida que se avança em direção à placa sobrejacente.

## Alguns exemplos de arco insular
- Ilhas Aleutas
- Ilhas Curilhas
- Japão
- Filipinas
- Antilhas (na figura)
- Arquipélago de Sunda (na Indonésia)
- Ilhas Sanduíche do Sul